# Presidencia alemana del Consejo de la Unión Europea (2020)
La Presidencia alemana del Consejo de la Unión Europea en el segundo semestre de 2020 estuvo enmarcada dentro del sistema de administración rotativo de dicha institución. Como es habitual aunque el jefe de gobierno de Alemania era Angela Merkel, fue Heiko Maas el Ministro Federal de Relaciones Exteriores quien ofició como presidente del Consejo de la Unión Europea.
Fue la decimotercera ocasión que Alemania asume la Presidencia desde que se iniciara este proceso en 1958. La vez anterior fue durante el primer semestre de 2007 bajo la presidencia de Frank-Walter Steinmeier en el Gobierno Merkel I. La función principal fue presidir las reuniones del Consejo y sus comités preparatorios y grupos de trabajo. Durante su presidencia, Alemania representó al Consejo frente a otras instituciones de la UE, así como ante terceros países y organizaciones internacionales.
Maas manifestó que Alemania quería trabajar para una Europa Fuerte, soberana y social. Esto incluyó la finalización del presupuesto de siete años de la UE y las negociaciones sobre las relaciones con los británicos tras la Salida del Reino Unido de la Unión Europea en enero de 2020. Esta presidencia representó el “legado europeo” de Merkel quien ejerció entonces su último mandato como canciller.
Se trató de la primera presidencia después del estallido de la pandemia de COVID-19 en Europa, y Alemania actuó como administrador de la crisis en el Consejo. La tarea principal para los negociadores alemanes fue mediar entre diferentes intereses, considerando que Cuanto menor es el alcance de las diferentes negociaciones, más fácil es el proceso de ratificación de la UE, porque mientras las competencias de los Estados miembros no se vean afectadas, solo se requiere el consentimiento del Consejo y del Parlamento Europeo.

## Refundación de la Unión Europea

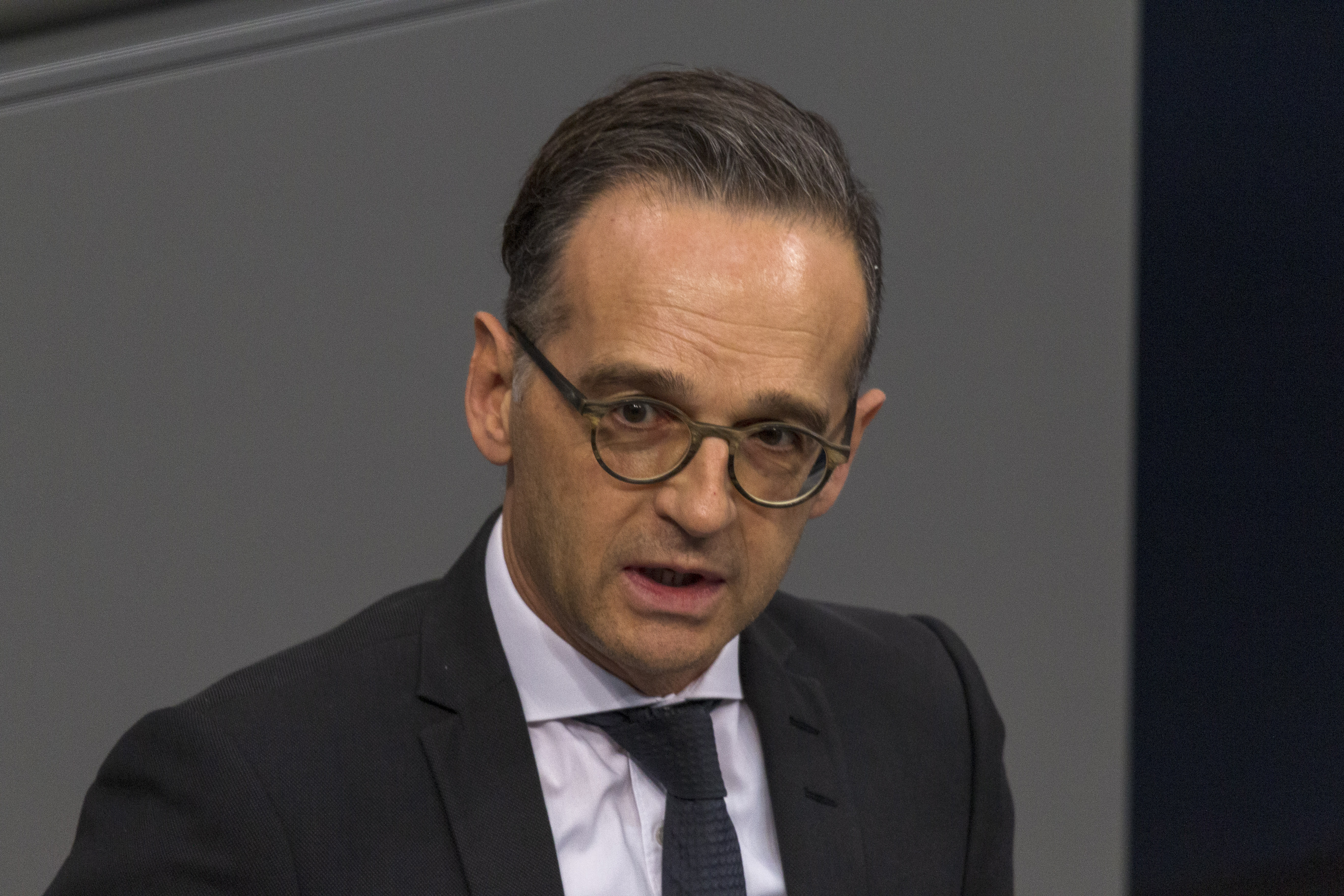
Heiko Maas durante la presidencia alemana del Consejo de la UE.

### Trabajo con la Comisión Von der Leyen
También es el primer año de Ursula von der Leyen como presidenta de la Comisión Europea. La dirigente alemana formó parte del gobierno de Merkel hasta 2019, cuando fue nombrada para un mandato al frente de la Comisión. Von der Leyen ha hecho del cambio a una economía ecológica uno de sus temas principales. A mediados de diciembre de 2019 sugirió su llamado Acuerdo Verde, y en enero siguiente realizó propuestas concretas para conseguir a un fondo para una transición justa. Por último, la Comisión Von der Leyen ha propuesto una ley de neutralidad climática y una estrategia de biodiversidad. El gobierno alemán también comparte el objetivo verde de Europa en el marco financiero plurianual de la UE.
La Comisión planea presentar un nuevo "pacto migratorio". La atención se centra en el examen de las solicitudes de asilo en las fronteras exteriores de la UE. Maas ha afirmado que “en términos de política exterior, Europa debe actuar de manera más coherente y más estratégica”.
Sin embargo, la pandemia de enfermedad por coronavirus en 2020 ha sumido a la Unión Europea en una crisis sin precedentes. La situación de crisis sanitaria desatada en varios de sus Estados miembros ha abierto un periodo de incertidumbre que previsiblemente marcará la evolución del proyecto de reforma institucional.

## Un nuevo marco financiero y negociaciones con el Reino Unido
El período de transición se extiende hasta el final del año, en el que el Reino Unido se adhiere a los estándares de la UE a pesar de abandonar la UE y sigue siendo parte del mercado interno y de la unión aduanera. Una segunda tarea obligatoria es completar el Marco financiero plurianual de la Unión Europea.
En respuesta a las consecuencias de la pandemia de enfermedad por coronavirus, la presidencia alemana confía en cerrar el acuerdo sobre el fondo europeo de recuperación en el primer mes de su mandato.

### Acuerdo de cooperación y comercio entre la UE y el Reino Unido

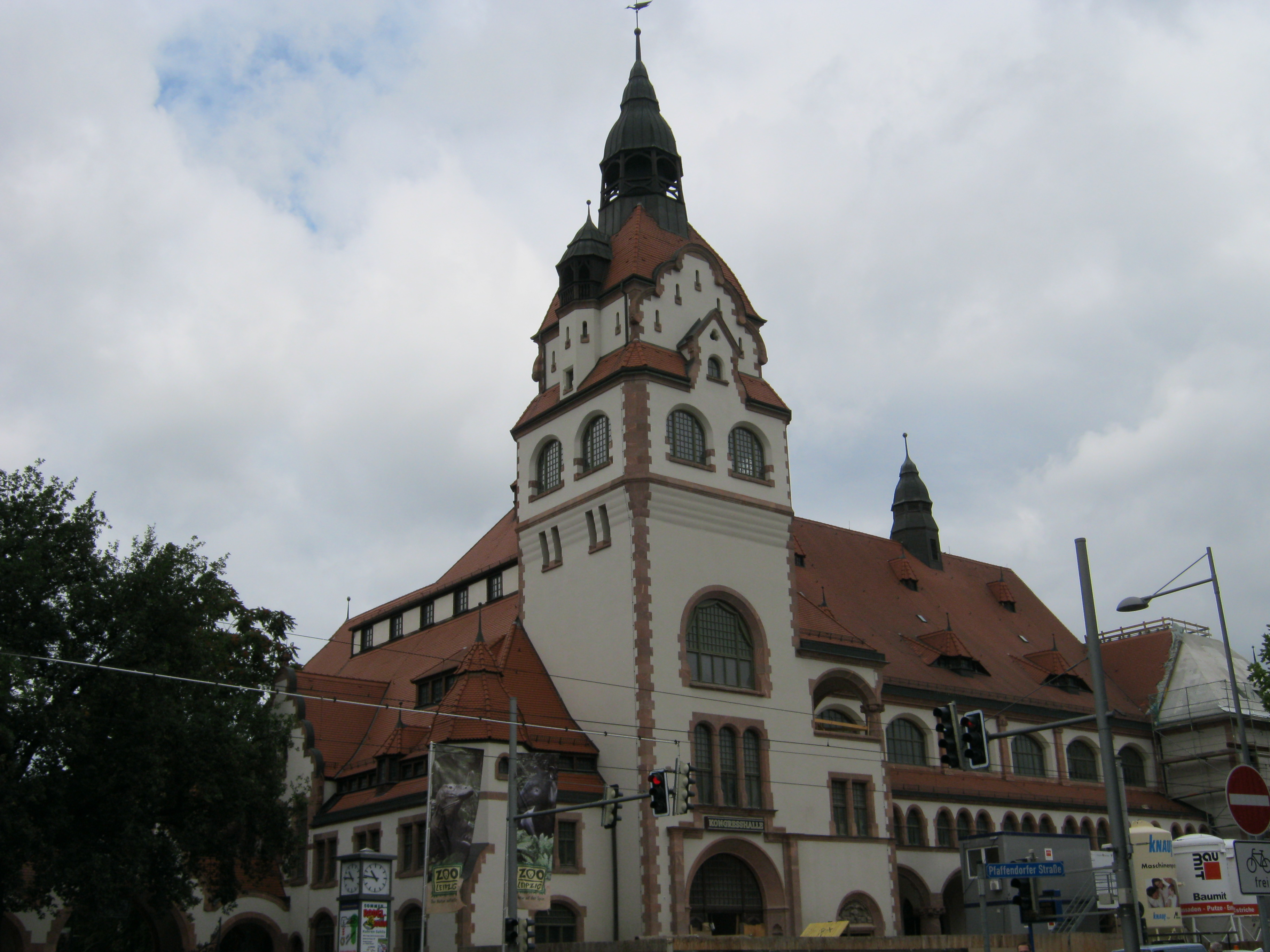
La Kongreßhalle Leipzig acogerá la Cumbre UE-China.

El Acuerdo de cooperación y comercio entre la Unión Europea y el Reino Unido (ACC) es un Tratado de libre comercio acordado el 24 de diciembre de 2020, entre la Unión Europea, Euratom y el Reino Unido. Ha estado en vigencia provisoria desde el 1 de enero de 2021, finalizó el periodo de transición Brexit el 31 de diciembre de 2020, y hasta el 30 de abril de 2021.
El acuerdo que rige la relación entre la UE y el Reino Unido después de la salida del Reino Unido de la Unión Europea se concluyó después de ocho meses de negociaciones. El acuerdo establece el libre comercio de bienes y el acceso mutuo limitado al mercado de servicios, así como mecanismos de cooperación en un rango de ámbitos políticos, disposiciones transitorias sobre el acceso de la UE a la pesca del Reino Unido y la participación del Reino Unido en algunos programas de la UE. En comparación con el estado anterior del Reino Unido como Estado miembro de la UE, pone fin a la libre circulación de personas entre las partes, la participación en el Mercado Único Europeo y la Unión Aduanera, la participación del Reino Unido en la mayoría de los programas de la UE y la autoridad del Tribunal de Justicia Europeo en solución de controversias.

## Cumbre UE-China
Los miembros del Consejo Europeo y los representantes de China habían acordado reunirse en Leipzig (Sajonia) del 13 al 15 de septiembre. Sin embargo, la reunión fue aplazada como consecuencia de la pandemia de enfermedad por coronavirus. El lugar principal debía ser la sala de congresos en el zoológico. Según el organizador, se esperaban más de 3 000 representantes de los medios. La policía de Sajonia y varias autoridades federales debían haber sido responsables conjuntamente de la seguridad de la fallida cumbre.